# Saison 3 de L'amour est dans le pré
La troisième saison de L'amour est dans le pré, est une émission de télévision française de téléréalité, diffusée chaque semaine sur M6 du lundi 23 juin 2008 au lundi 11 août 2008. Elle est présentée par Véronique Mounier.
Les portraits des 10 agriculteurs participants à cette saison ont été diffusés le 31 janvier 2008. 

## Production et organisation
Véronique Mounier présente cette édition.
La société de production Fremantle, produit cette saison.

## Participants
Ci-après, la liste des 10 participants de cette saison,, :
| Participants | Participants | Profession                                    | Âge    | Localisation         | Intéressé par les |
| ------------ | ------------ | --------------------------------------------- | ------ | -------------------- | ----------------- |
| ♀            | Cécile       | Productrice de piments et éleveuse de chèvres | 44 ans | Pyrénées-Atlantiques | Hommes            |
| ♂            | Christophe   | Éleveur de taurillons                         | 39 ans | Haute-Vienne         | Femmes            |
| ♂            | Éric         | Viticulteur                                   | 35 ans | Var                  | Femmes            |
| ♂            | Jean         | Éleveur de bovins                             | 36 ans | Moselle              | Femmes            |
| ♂            | Julien       | Éleveur de bovins                             | 25 ans | Loire-Atlantique     | Femmes            |
| ♂            | Loïc         | Éleveur de bovins                             | 32 ans | Deux-Sèvres          | Femmes            |
| ♂            | Martijn      | Arboriculteur                                 | 29 ans | Corrèze              | Femmes            |
| ♂            | Nataël       | Producteur de fromage de chèvre               | 26 ans | Ardèche              | Femmes            |
| ♂            | Olivier      | Céréalier                                     | 26 ans | Nièvre               | Femmes            |
| ♂            | Patrick      | Éleveur de bovins                             | 48 ans | Aude                 | Femmes            |

## Audiences et diffusion
En France, l'émission est diffusée les jeudis et lundis : 31 janvier 2008 pour les portraits, et du 23 juin au 11 août 2008 pour le reste de la saison. Un épisode dure environ 1 h 40 (publicités incluses), soit une diffusion de 20 h 50 à 22 h 30.
| Épisode | Jour et horaire de diffusion          | Nombre de téléspectateurs | Part de marché (sur les 4 ans et plus) | Réf.  |
| ------- | ------------------------------------- | ------------------------- | -------------------------------------- | ----- |
| 1       | Jeudi 31 janvier 2008 (22:35 - 00:30) | 736 000                   | 9,1 %                                  | [ 6 ] |

| Épisode            | Jour et horaire de diffusion          | Nombre de téléspectateurs | Part de marché (sur les 4 ans et plus) | Classement des audiences | Réf.   |
| ------------------ | ------------------------------------- | ------------------------- | -------------------------------------- | ------------------------ | ------ |
| 1                  | Lundi 23 juin 2008 (20:50 - 22:30)    | 3 894 000                 | 16 %                                   | Non connu.               | [ 7 ]  |
| 2                  | Lundi 30 juin 2008 (20:50 - 22:30)    | 3 640 000                 | 16,3 %                                 | 3e                       | [ 2 ]  |
| 3                  | Lundi 7 juillet 2008 (20:50 - 22:30)  | 4 170 000                 | 17,7 %                                 | 3e                       | [ 9 ]  |
| 4                  | Lundi 14 juillet 2008 (20:50 - 22:30) | 3 800 000                 | 20,4 %                                 | 2e                       | [ 10 ] |
| 5                  | Lundi 21 juillet 2008 (20:50 - 22:30) | 4 180 000                 | 19 %                                   | 2e                       | [ 11 ] |
| 6                  | Lundi 28 juillet 2008 (20:50 - 22:30) | 4 800 000                 | 22 %                                   | 2e                       | [ 12 ] |
| 7                  | Lundi 4 août 2008 (20:50 - 22:30)     | 5 110 000                 | 25,1 %                                 | 2e                       | [ 13 ] |
| 8                  | Lundi 11 août 2008 (20:50 - 22:30)    | 5 010 000                 | 25 %                                   | 1er                      | [ 14 ] |
|                    |                                       |                           |                                        |                          |        |
| Bilan de la saison | Bilan de la saison                    | 4 300 000                 | 20,2 %                                 | –                        | [ 14 ] |

Légende :
- plus hauts scores d'audiences
- plus bas scores d'audiences